# 錦洋慶祐
錦洋 慶祐（にしきなだ けいすけ、1888年9月19日 - 1929年6月8日）は、現在の香川県坂出市出身で井筒部屋に所属した力士。本名は野口 慶祐。174cm、112kg。最高位は東前頭11枚目。

## 経歴
1916年1月幕下付出で初土俵、1918年1月十両昇進、5月に十両優勝し、1919年1月に新入幕を果たした。しかし同時に腸チフスに罹り、連続休場し十両に陥落。その後、2度目の十両優勝を果たすも再入幕はならず、1922年1月廃業した。

## 成績
- 幕内2場所0勝0敗20休
- 関取10場所19勝9敗20休1預
- 十両優勝2回

## 改名
改名歴なし